# Metoda vázaných klastrů
Metoda vázaných klastrů nebo spřažených klastrů (CC, z angl. Coupled Cluster) je jedna z ab initio metod pro odhad elektronové korelační energie. Tato metoda byla vytvořena v padesátých letech 20. století původně pro potřeby jaderné fyziky. Po jejím přeformulování Jiřím Čížkem  se stala více využívanou pro elektronovou korelaci v atomech a molekulách. 

## Popis
Nejedná se o variační metodu, a proto nekonverguje nutně seshora. Základní rovnicí v metodě CC je
| {\displaystyle \Psi ^{CC}=e^{\hat {T}}\Psi _{0},} | \| \| \| \| \| \| \| \| | (1) |
|                                                   |                         |     |
|                                                   |                         |     |

kde {\displaystyle {\hat {T}}} je excitační (klastrový) operátor, který působí na HF vlnovou funkcí základního stavu {\displaystyle \Psi _{0}}.
Excitační operátor je definován pro {\displaystyle N} elektronů v molekule takto
| {\displaystyle {\hat {T}}={\hat {T}}_{1}+{\hat {T}}_{2}+\ldots +{\hat {T}}_{N}.} | \| \| \| \| \| \| \| \| | (2) |
|                                                                                  |                         |     |
|                                                                                  |                         |     |

V případě použití úplného excitačního operátoru získáme exaktní řešení.
Pomocí Taylorova rozvoje pro exponenciálu lze pak psát excitační operátor ve tvaru
| {\displaystyle e^{\hat {T}}=1+{\hat {T}}+{\frac {{\hat {T}}^{2}}{2!}}+{\frac {{\hat {T}}^{3}}{3!}}+\ldots =\sum _{k=0}^{\infty }{\frac {{\hat {T}}^{k}}{k!}}.} | \| \| \| \| \| \| \| \| | (3) |
| |                         |     |
| |                         |     |

Chceme-li použít metodu CC, provedou se dvě aproximace.
Nejprve, namísto použití úplné, a tedy nekonečné báze, se použije konečná báze na vyjádření spin orbitalů v self-konzistentním molekulovém orbitalu.
Dostáváme tak k dispozici pouze konečný počet virtuálních orbitalů, které se používají při vytváření excitovaných determinantů.
Zadruhé, namísto toho, aby se zahrnuly všechny operátory {\displaystyle {\hat {T}}_{1},\ldots ,{\hat {T}}_{N}}, použijeme pro přiblížení se celkovému operátoru {\displaystyle {\hat {T}}}, pouze některé z těchto operátorů .
Působení excitačního operátoru {\displaystyle {\hat {T}}} na {\displaystyle \Psi _{0}} generuje lineární kombinaci Slaterových determinantů, ve kterých jsou elektrony z obsazených spinorbitalu excitací dosazeny do virtuálních spinorbitalů. Jednotlivé excitační operátory pak mají tvar
| {\displaystyle {\hat {T}}_{1}\Psi _{0}=\sum _{a=N+1}^{\infty }\sum _{i=1}^{N}t_{i}^{a}\Psi _{i}^{a},} | \| \| \| \| \| \| \| \| | (4) |
| |                         |     |
| |                         |     |

| {\displaystyle {\hat {T}}_{2}\Psi _{0}=\sum _{b=a+1}^{\infty }\sum _{a=N+1}^{\infty }\sum _{j=i+1}^{N}\sum _{i=1}^{N-1}t_{ij}^{ab}\Psi _{ij}^{ab},} | \| \| \| \| \| \| \| \| | (5) |
| |                         |     |
| |                         |     |

atd.
Slaterův determinant {\displaystyle \Psi _{i}^{a}} popisuje monoexcitaci ve které přešel elektron z orbitalu {\displaystyle i} do orbitalu {\displaystyle a}, podobně pro biexcitaci pro dva elektrony atd.
Koeficienty {\displaystyle t_{i}^{a}} a {\displaystyle t_{ij}^{ab}} jsou numerické koeficienty označované jako amplitudy, popisující váhu jednotlivých excitovaných konfigurací, které chceme získat.
Pokud uvažujeme ořezaný excitační operátor jen pro monoexcitace a biexcitace získáme metodu CCSD (z angl. Coupled Cluster Singles Doubles).
Výhodou CC je, že s každou úrovní excitace získáme i příspěvek dalších excitací, například pro CCSD získáme trojnásobné excitace, ale i přibližný příspěvek pro čtyřnásobné excitace, čímž získáme větší podíl korelační energie.
Toto je dáno tím, že se v rozvoji daném rovnicí (3) vyskytují další členy ze součinů excitací, a to pro CCSD následovně
| {\displaystyle e^{{\hat {T}}_{1}+{\hat {T}}_{2}}=1+{\hat {T}}_{1}+{\hat {T}}_{2}+{\hat {T}}_{1}{\hat {T}}_{2}+{\frac {{\hat {T}}_{1}^{2}}{2}}+{\frac {{\hat {T}}_{2}^{2}}{2}}.} | \| \| \| \| \| \| \| \| | (6) |
| |                         |     |
| |                         |     |

Metoda CC je díky tomuto velikostně-konzistentní (z angl. size-consistent), a tedy její přesnost nezávisí na velikosti systému.
Pople a kol. definovali velikostně-konzistentní závislost jako
| {\displaystyle E_{AB}(r\rightarrow \infty )=E_{A}+E_{B},} | \| \| \| \| \| \| \| \| | (7) |
|                                                           |                         |     |
|                                                           |                         |     |

tzn., že pokud vezmeme energii dvou systémů nekonečně vzdálených od sebe musí se celková energie rovnat součtu energií jednotlivých systémů.
Dále je metoda CC velikostně-extenzivní (z angl. size-exctensivity).
Význam velikostní-extenzivity je, že energie roste lineárně s rostoucím počtem částic, a tedy zvětšování systému nezvětšuje korelační chybu, ta je konstantní .

## Typy
Podle řádu excitace, který je do výpočtu zahrnut jsou odvozeny názvy jednotlivých metod CC, například CCD, CCSD, CCSD(T), CCSDT, CCSDTQ atd.
U CCSD(T) písmeno T v závorce značí, že trojnásobné excitace jsou počítány neiterativně . 
Pro přesnost a správnost výsledku u metody CC je nutné využít dostatečně velkou bázi, aby chyba způsobená použitou konečnou bází nebyla velká, a případně byla eliminovatelná extrapolací do úplné báze.